# Уолтерс, Дэмиен
Дэмиен Гарет Уолтерс (англ. Damien Gareth Walters; род. 6 апреля 1982, Дерби, Великобритания) — британский каскадёр-профессионал. Является тренером по гимнастике, гимнастом, акробатом, фриранером и трейсером. Чемпион мира и Европы в командном составе сборной Великобритании. Также занял 4 место в мире индивидуально. Впервые в истории смог пробежать по «Мертвой петле». Ему было необходимо разогнаться до 13,92 км в час в самой высокой точке для получения инерции, достаточной, чтобы повернуть своё тело и ноги вокруг головы. В январе 2024 года он был объявлен режиссером уже тайно снятого третьего супергеройского фильма франшизы «Пипец» под названием «Школьная драка».

## Биография
В 5 лет попытался исполнить переднее сальто на траве, которое впоследствии не удалось. После этой первой неудачи его мать стала обучать его гимнастике. В наши дни Уолтерс тренируется примерно 4 часа в день.
Уолтерс участвовал в четырёх Чемпионатах мира по прыжкам на батуте. В 2003 году он был одним из четырёх членов британской команды, завоевавшей титул чемпиона мира в командном зачете. Дэмиен занял 4 место в индивидуальном соревновании среди участников со всего мира. Выступая в команде за сборную Великобритании, получил звание чемпиона мира и Европы. Звание чемпиона не принесло ему столь большой популярности, сколько помогло принести ему его показательное видео 2007 года, содержащее множество сложновыполнимых акробатических элементов. Его заметил агент Джеки Чана и предложил вступить в группу каскадёров, работающих на Брэда Аллана.
В данный момент существует довольно много таких видео, исполненных Дэмиеном. Одно из самых популярных видео с Тимом «Livewire» Шиффом, которое стало одним из самых популярных на youtube.com и других сайтах.
Кроме выдающихся умений Уолтерса в области фриранинга и паркура Дэмиен снялся в нескольких фильмах, но славы ему это не принесло. В фильме Хеллбой 2: Золотая Армия он выступил дублёром Люка Госса (Принца Нуада). В 2009 году был одним из 4 судей на чемпионате по Фрирану. В 2009 году был каскадёром в фильме Ниндзя-Убийца. 2010 год — фильм Kick-Ass- Помощник постановщика боёв.
В 2010 году он выиграл мировую премию в области трюков Таурус за «Лучший бой» в фильме «Ниндзя-убийца».
Уолтерс также увлекается фрираном, где он сочетает в себе свои гимнастические навыки и способности каскадёра. На YouTube он является одним из самых популярных фрираннеров: его видео собрали в общей сложности более 130 миллионов просмотров, что побудило его открыть собственный спортзал «Derby City Gymnastics Club» в Дерби, где он снимал короткометражные и полнометражные фильмы.
В январе 2024 года Мэттью Вон объявил, что выйдет третий фильм франшизы «Пипец» под названием «Школьная драка», снятый Уолтерсом. Режиссерский дебют, тайно получил зелёный свет, получил актёрский состав и уже завершил съёмки, которые должны были выйти позже в этом году.

## Фильмография
Каскадёрная работа
- 2008: Хеллбой 2: Золотая армия / Hellboy II: The Golden Army
- 2009: Ниндзя-убийца / Ninja Assassin
- 2010: Пипец / Kick-Ass
- 2010: Скотт Пилигрим против всех / Scott Pilgrim vs. the World
- 2011: Орёл Девятого легиона / The Eagle
- 2011: Я — четвёртый / I Am Number Four
- 2011: Без компромиссов / Blitz
- 2011: Первый мститель / Captain Amercica: The First Avenger
- 2011: Шерлок Холмс: Игра теней / Sherlock Holmes: A Game of Shadows
- 2011: Коломбиана / Colombiana
- 2012: 007: Координаты «Скайфолл» / Skyfall
- 2013: 47 ронинов / 47 Ronin
- 2015: Kingsman: Секретная служба / Kingsman: The Secret Service
- 2016: Кредо убийцы / Assassin’s Creed
- 2017: Красавица и чудовище / Beauty and the Beast
- 2017: Kingsman: Золотое кольцо / Kingsman: The Golden Circle

Режиссёр
- 2024: Школьная драка / School Fight[2]
- 2025: Каскадёр / Stuntnuts: The Movie